# 克里斯滕森冰原島峰
65°6′S 59°31′W / 65.100°S 59.517°W
克里斯滕森冰原島峰（英語：Christensen Nunatak）是南極洲的冰原島峰，位於葛拉漢地的奧斯卡二世海岸，屬於錫爾冰原島峰的一部分，在1893年由挪威探險隊發現，現時由南極條約體系管理。